# Phase IV (film 2001)
Phase IV è un film canadese del 2001 diretto da Bryan Goeres.

## Trama
Il giornalista tirocinante Simon Tate si trova a dover indagare su alcune morti sospette di diversi studenti in un'università locale, ma la situazione si complica quando il suo amico Benjamin Roanic viene misteriosamente ucciso mentre era sospettato di queste morti sospette, quindi Simon per dimostrare l'innocenza dell'amico ucciso cerca di capire se esiste un collegamento tra queste morti e un programma per i test antidroga per l'AIDS.